# بعوضة حلقية الخطم
بعوضة حلقية الخطم (الاسم العلمي: Culex annulirostris) هي نوع من الحشرات تتبع جنس البعوضة من الفصيلة البعوضيات.